# Tim Brown (patinador)
Timothy Tuttle "Tim" Brown (Loup City, Nebraska, 24 de julho de 1938 – São Francisco, Califórnia, 14 de setembro de 1989) foi um patinador artístico americano, que competiu no individual masculino e na dança no gelo. Competindo no individual masculino ele conquistou duas medalhas de prata e uma de bronze em campeonatos mundiais e foi medalhista por cinco vezes do campeonato nacional americano. Brown disputou os Jogos Olímpicos de Inverno de 1960 terminando na quinta posição.
Brown também competiu na dança no gelo, onde conquistou uma medalha de bronze e uma de prata com sua parceira Susan Sebo no campeonato nacional americano. Ele morreu de AIDS em 1989.

## Principais resultados

### Individual masculino
| Resultados                                            | Resultados        | Resultados       | Resultados        | Resultados       | Resultados        | Resultados    | Resultados    | Resultados    | Resultados    | Resultados    | Resultados    | Resultados    | Resultados    | Resultados    |
| Internacional                                         | Internacional     | Internacional    | Internacional     | Internacional    | Internacional     | Internacional | Internacional | Internacional | Internacional | Internacional | Internacional | Internacional | Internacional | Internacional |
| Evento/Temporada                                      | 1956– 1957        | 1957– 1958       | 1958– 1959        | 1959– 1960       | 1960– 1961        |               |               |               |               |               |               |               |               |               |
| ----------------------------------------------------- | ----------------- | ---------------- | ----------------- | ---------------- | ----------------- | ------------- | ------------- | ------------- | ------------- | ------------- | ------------- | ------------- | ------------- | ------------- |
| Jogos Olímpicos                                       |                   |                  |                   | 5.º              |                   |               |               |               |               |               |               |               |               |               |
| Campeonato Mundial                                    | Medalha de prata  | Medalha de prata | Medalha de bronze |                  |                   |               |               |               |               |               |               |               |               |               |
| Campeonato Norte-Americano                            | Medalha de bronze |                  | Medalha de prata  |                  |                   |               |               |               |               |               |               |               |               |               |
| Nacional                                              |                   |                  |                   |                  |                   |               |               |               |               |               |               |               |               |               |
| Campeonato dos Estados Unidos                         | Medalha de prata  | Medalha de prata | Medalha de prata  | Medalha de prata | Medalha de bronze |               |               |               |               |               |               |               |               |               |
|                                                       |                   |                  |                   |                  |                   |               |               |               |               |               |               |               |               |               |
| Legenda: Competição não foi disputada nesta temporada |                   |                  |                   |                  |                   |               |               |               |               |               |               |               |               |               |

### Dança no gelo com Susan Sebo
| Campeonato dos Estados Unidos | Medalha de bronze | Medalha de peltre |  |  |  |  |  |  |  |  |  |  |  |  |
|                               |                   |                   |  |  |  |  |  |  |  |  |  |  |  |  |